# 红星报
《红星报》（羅馬化：Krasnaya Zvezda）是苏联和后来俄罗斯国防部的官方报纸。该报成立于1924年1月1日。现在它的正式名称是“俄罗斯联邦国防部中央机关报”。

## 历史[2]
《紅星報》是根據苏共中央政治局於1923年11月29日決定創建的，作為蘇聯軍事和海軍事務人民委員部（後來的苏联國防部）的中央機關報。
第一期於 1924 年 1 月 1 日出版。
衛國戰爭期間，《紅星報》成為主要的全國性報紙之一。編輯人員包括M.A.肖洛霍夫、A.N.托爾斯泰、V.V.維什涅夫斯基、K.M.西蒙諾夫、A.P.普拉東諾夫、V.S.格羅斯曼等作家和公關人員。
1955年至1985年，該報主編為N.I.馬克耶夫中將，1985年至1992年為 I.M.帕諾夫中將。
1992年6月30日，該報在俄羅斯聯邦新聞資訊部註冊為全俄印刷出版物，創辦人為俄羅斯聯邦國防部。
如今《紅星報》是俄羅斯武裝部隊的報紙。分佈於俄羅斯各地區。該報發行量超過10萬份。
《紅星》每週出版三次——週一、週三和週五，共 12 頁，D2 版式。自2024年7月1日起，以日刊形式每週出版5期，出版時間為週一至週五。

## 主编
- 1924年安東諾夫-奧夫申科、弗拉基米爾·亞歷山德羅維奇
- 1924—1929安德烈·謝爾蓋耶維奇·布布諾夫
- 1929-1930 年揚·鮑里索維奇·加馬爾尼克
- 1930—1937米哈伊爾·馬爾科維奇·蘭達
- 1937-1940格里戈里·瓦西里耶維奇·巴蘭多夫，團政委
- 1940—1941葉夫根尼·阿爾謝尼耶維奇·博爾廷
- 1941年弗拉基米爾·尼古拉耶維奇·博加特金
- 1941-1943大衛·約西福維奇·奧滕貝格
- 1943-1945尼古拉·亞歷山德羅維奇·塔倫斯基
- 1945年-1949年福米琴科、伊拉里昂·雅科夫列維奇
- 1949−1953瓦西里·彼得羅維奇·莫斯科夫斯基
- 1953-1954年弗拉基米爾·伊万諾維奇·什蒂利亞耶夫，少將。
- 1955—1985馬可耶夫、尼古拉‧伊凡諾維奇
- 1985-1992伊凡·米特羅凡諾維奇·帕諾夫

## 荣誉

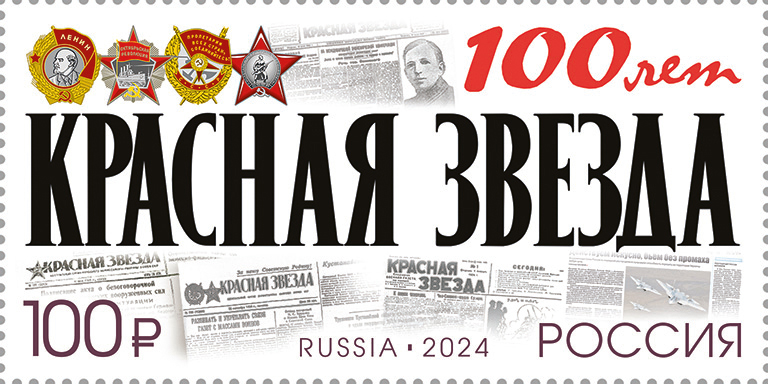
《红星报》创办100周年纪念邮票

## 知名记者
- 瓦西里·谢苗诺维奇·格罗斯曼

## 荣誉[3]
- 紅星勳章(1933),
- 紅旗勳章(1945),
- 列寧勳章（1965），
- 十月革命勳章（1974）

## 西方制裁
俄乌战争之后，该报被多个西方国家制裁。